# ハロプロ研修生の作品・出演一覧
ハロプロ研修生の作品・出演一覧（ハロプロけんしゅうせいのさくひん・しゅつえんいちらん）は、ハロプロ研修生（旧・ハロプロエッグ）の作品・出演に関する一覧記事である。

## 作品

### 音楽

#### シングル
- 彼女になりたいっ!!!（2012年10月27日）[1]
- 天まで登れ!（2013年6月12日） - ハロプロ研修生 feat. Juice=Juice名義[2]
- おへその国からこんにちは/天まで登れ!（2013年12月20日） - DVDシングル[3]
- 可憐な合唱団（2014年3月14日） - 演劇女子部「僕たち可憐な少年合唱団」劇中歌CD[4]

##### ハロプロ研修生北海道
- リアル☆リトル☆ガール/彼女になりたいっ!!! (ハロプロ研修生北海道 Ver.)（2017年7月5日[先行販売2月4日]）[5]
- ハンコウキ!/Ice day Party（2018年7月11日[先行販売2月17日]） - ハロプロ研修生北海道 feat.稲場愛香名義[6]

#### 配信シングル
- Hello! まっさらの自分（2017年6月2日 配信開始）[7]
- 一尺玉でぶっ放せ!（2017年6月30日 配信開始）[8]
- ありがた迷惑物語（2017年9月8日 配信開始）[9]

#### アルバム
| # | 発売日        | タイトル             | 備考                         |
| - | ------------- | -------------------- | ---------------------------- |
| 1 | 2015年2月18日 | ① Let's say “Hello!” | 2014年11月29日に会場先行販売 |
| 2 | 2018年7月11日 | Rainbow×2            | 2018年5月6日に会場先行販売   |
| 3 | 2021年9月29日 | 3-STARS              | 2021年9月12日に会場先行販売  |

#### サウンドトラック
| # | 発売日         | タイトル                                                                 | 備考                                                                     |
| - | -------------- | ------------------------------------------------------------------------ | ------------------------------------------------------------------------ |
| 1 | 2016年12月07日 | 演劇女子部「ネガポジポジ」 オリジナルサウンドトラック                    | 2016年11月3日より 池袋シアターグリーンにて会場先行販売                   |
| 2 | 2021年12月22日 | 演劇女子部「図書館物語～3つのブックマーク～」 オリジナルサウンドトラック | 2021年11月11日より 池袋シアターグリーン BIG TREE THEATERにて会場先行販売 |

#### 未音源化楽曲
ハロプロ研修生
- あるべきキミであれ[14]

### 映像作品
- ハロプロ研修生密着 2013年冬（DVD：2014年5月22日、UP-FRONT WORKS）[15]
- 演劇女子部「僕たち可憐な少年合唱団」（DVD：2014年8月27日、UP-FRONT WORKS）[16]
- 演劇女子部「ネガポジポジ」（DVD：2017年5月17日、UP-FRONT WORKS）[17]
- 演劇女子部「僕たち可憐な少年合唱団」（DVD：2018年3月14日、UP-FRONT WORKS）[18]
- Hello! Project 研修生発表会 2018 6月 〜にじ〜（DVD：2018年10月17日、UP-FRONT WORKS）[19]
- Hello! Project 研修生発表会2020 ～夏の公開実力診断テスト～（Blu-ray：2020年12月16日、UP-FRONT WORKS）[20]
- Hello! Project 研修生発表会 2020 12月 〜光〜（DVD：2021年4月21日、UP-FRONT WORKS）[21]
- Hello! Project 研修生発表会 2021 3月 ～Yell～（DVD：2021年7月14日、UP-FRONT WORKS）[22]
- ハロプロ研修生2021 初単独ライブ〜エピソードゼロ〜（DVD：2021年9月15日、UP-FRONT WORKS）[23]
- Hello! Project 研修生発表会 2021 〜春の公開実力診断テスト〜（DVD：2021年9月15日、UP-FRONT WORKS）[24]
- Hello! Project 研修生発表会 2021 6月 ～Rainbow～（DVD：2021年9月15日、UP-FRONT WORKS）[25]
- 演劇女子部「図書館物語～3つのブックマーク～」（DVD：2022年3月16日、UP-FRONT WORKS）[26]
- Hello! Project 研修生発表会 2022 〜春の公開実力診断テスト〜（Blu-ray：2022年9月14日、UP-FRONT WORKS）[27]
- Hello! Project 研修生発表会 2022 6月 COLOR～色彩～（DVD：2022年10月19日、UP-FRONT WORKS）[28]
- Hello! Project 研修生発表会 2022 9月 TIME～時空～（DVD：2023年1月25日、UP-FRONT WORKS）[29]
- Hello! Project 研修生発表会 2024 3月「ミモザ」（Blu-ray：2024年7月17日、UP-FRONT WORKS）[30]

## 出演
「ハロプロ研修生」「ハロプロエッグ」と冠の付くイベントを挙げる。なお、2回目以降の新人公演もハロプロエッグのみの出演であるためここで挙げる。

### 公開実力診断テスト
公開実力診断テストとは、研修生がソロで自身が選択したハロー!プロジェクトの楽曲を披露する発表会。2013年より毎年ゴールデンウィークの時期に行われている。
同テストは観客1人に1票の投票権があり、この投票が1位の研修生には、ベストパフォーマンス賞が送られ、それ以外の研修生の中から、審査員特別賞等が送られる。
ハロプロ研修生発表会2013 春の公開実力診断テスト
2013年5月5日に、中野サンプラザで開催された。Juice=Juiceならびに同日に加入のお披露目がされた6名を除く研修生16名による発表となった。
この年に限り、ソロ歌唱のほかにダンス審査が別に行われ、3グループに分かれてグループごとにそれぞれ別の楽曲によりダンス審査も行われた。
審査員は、つんく♂、まこと、みつばちまき、小川麻琴が担当した。
ハロプロ研修生発表会2014 春の公開実力診断テスト
2014年5月4日に、中野サンプラザで開催された。同日に加入のお披露目がされた3名を除く研修生26名による発表となった。
各特別賞次点として、ダンス部門は加賀楓、歌唱部門は大浦央菜が挙げられていた。
審査員は、まこと、みつばちまき、上野まり子、橋本慎、吉澤ひとみが担当した。
ハロプロ研修生発表会2015 春の公開実力診断テスト
2015年5月4日に、中野サンプラザで開催された。こぶしファクトリーとつばきファクトリーを除く研修生20名による発表となった。なお、同年4月1日に加入した研修生8名は、お披露目だけでなく、診断テストの対象者となり、20名の中に含まれている。直前の同年4月29日に発表された新ユニットである、つばきファクトリーのお披露目も、このステージで行われた。
審査員は、まこと、みつばちまき、上野まり子、橋本慎、高橋愛、徳永千奈美が担当した。
ハロプロ研修生発表会2016 春の公開実力診断テスト
2016年5月5日に、中野サンプラザで開催された。つばきファクトリーを除く研修生21名による発表となった。
2016年は、観客投票トップが、同票で2名となったことから、ベストパフォーマンス賞が2名となった。
審査員は、まこと、みつばちまき、上野まり子、橋本慎、清水佐紀、熊井友理奈が担当した。
Hello! Project 研修生発表会2017 〜春の公開実力診断テスト〜
2017年5月5日に、中野サンプラザで開催された。ハロプロ研修生北海道の7名を含む31名による発表を行った。
審査員は、まこと、みつばちまき、上野まり子、橋本慎、矢島舞美、中島早貴、熊井友理奈が担当した。
Hello! Project 研修生発表会2018 〜春の公開実力診断テスト〜
2018年5月6日に、中野サンプラザで開催された。ハロプロ研修生北海道の6名を含み、デビュー予定の一岡伶奈、高瀬くるみ、清野桃々姫を除いた計29名による発表を行った（井上ひかるは当日病欠）。
審査員は、まこと、たいせい、みつばちまき、上野まり子、清水佐紀、中島早貴が担当した。MCアシスタントとして稲場愛香が出演した。
Hello! Project 研修生発表会2019 〜春の公開実力診断テスト〜
2019年5月4日に、中野サンプラザで開催された。ハロプロ研修生北海道の4名を含む17名による発表を行った。
審査員は、まこと、みつばちまき、上野まり子、橋本慎、高橋愛、清水佐紀、矢島舞美が担当した。
Hello! Project 研修生発表会2020 ～春の公開実力診断テスト～【開催中止】
2020年5月5日に、中野サンプラザで開催が予定されていたが、新型コロナウイルス感染症による被害拡大の状況を考慮し中止となった。
Hello! Project 研修生発表会2020 ～夏の公開実力診断テスト～
2020年7月26日に、無観客・有料配信で開催された。ハロプロ研修生北海道の1名を含む18名による発表を行った。
審査員は、まこと、みつばちまき、上野まり子、橋本慎、鈴木愛理、勝田里奈、宮崎由加が担当した。
Hello! Project 研修生発表会2021 ～春の公開実力診断テスト～
2021年5月29日に、無観客・有料配信で開催された。ハロプロ研修生ユニットの4名を除く14名による発表を行った。当初の予定では同年5月3日に、中野サンプラザにて開催だったが、新型コロナウイルス感染症による緊急事態宣言を受けて延期となった。
審査員は、まこと、みつばちまき、上野まり子、橋本慎、宮本佳林が担当した。
Hello! Project 研修生発表会 2022 〜春の公開実力診断テスト〜
2022年5月3日に、中野サンプラザで開催された。10名による発表を行った。
審査員は、まこと、みつばちまき、上野まり子、橋本慎、宮本佳林、小片リサが担当した。
Hello! Project 研修生発表会 2023 〜春の公開実力診断テスト〜
2023年4月30日に、J:COMホール八王子で開催された。ハロプロ研修生ユニット'23の5名を除く8名による発表を行った。なお、同年3月28日に加入した研修生3名は、お披露目だけでなく、診断テストの対象者となり、8名の中に含まれる。
審査員は、みつばちまき、上野まり子、星部ショウ、宮本佳林、小片リサが担当した。
Hello! Project 研修生発表会 2024 〜春の公開実力診断テスト〜
2024年5月4日に、TACHIKAWA STAGE GARDENで開催された。ハロプロ研修生ユニット'24の7名を除く12名による発表を行った。
審査員は、まこと、みつばちまき、上野まり子、星部ショウ、稲場愛香、小片リサが担当した。
Hello! Project 研修生発表会 2025 ～春の公開実力診断テスト〜
2025年5月11日に、LINE CUBE SHIBUYAで開催された。18名による発表を行った。
審査員は、まこと、みつばちまき、上野まり子、橋本慎、竹内朱莉、石田亜佑美が担当した。
公開実力診断テスト 審査対象者出演表

### ライブ・コンサート

#### 単独公演
- ハロプロ研修生2021 初単独ライブ〜エピソードゼロ〜（2021年4月17日、中野サンプラザ）[44]
- ハロプロ研修生ユニット2021 〜LIVE AT THE BOTTOM LINE〜（2021年6月12日、ボトムライン）[45]

#### 合同公演
- さよなら中野サンプラザ音楽祭（6月10日、中野サンプラザ） - OCHA NORMAとの合同ライブ[46]

#### 新人公演
2017年以降はハロプロ研修生北海道の出演も含む
- 第一回 ハロー!プロジェクト新人公演 〜さるの刻〜／〜とりの刻〜 （2007年5月13日、渋谷C.C.Lemonホール）[47]
- 2007 ハロー!プロジェクト新人公演 8月 〜横浜で会いましょう〜（2007年8月26日、横浜BLITZ）[48]
- 2007 ハロー!プロジェクト新人公演 11月 〜品川で会いましょう〜（2007年11月23日、品川ステラボール）[49]
- 2008 ハロー!プロジェクト新人公演 3月 〜キラメキの横浜〜（2008年3月29日、横浜BLITZ）[50]
- 2008 ハロー!プロジェクト新人公演 6月 〜赤坂HOP!〜（2008年6月22日、赤坂BLITZ）[51]
- 2008 ハロー!プロジェクト新人公演 9月 〜芝公園STEP!〜（2008年9月23日、メルパルクホール）[52]
- 2008 ハロー!プロジェクト新人公演 11月 〜横浜JUMP!〜（2008年11月24日、横浜BLITZ）[53]
- 2009 ハロー!プロジェクト新人公演 4月 〜横浜HOP!〜（2009年4月4日・5日、横浜BLITZ）[54]
- 2009 ハロー!プロジェクト新人公演 6月 〜中野STEP!〜（2009年6月7日、中野サンプラザ）[55]
- 2009 ハロー!プロジェクト新人公演 9月 〜横浜JUMP!〜（2009年9月23日、横浜BLITZ）[56]
- 2009 ハロー!プロジェクト新人公演 11月 〜横浜FIRE!〜（2009年11月23日、横浜BLITZ）[57]
- 2010 ハロー!プロジェクト新人公演 3月 〜横浜GOLD!〜（2010年3月27日、横浜BLITZ）[58]
- 2010 ハロー!プロジェクト新人公演 6月 〜横浜HOP!〜（2010年6月5日、横浜BLITZ）[59][60]
- 2010 ハロー!プロジェクト新人公演 9月 〜横浜STEP!〜（2010年9月5日、横浜BLITZ）[61]
- 2010 ハロー!プロジェクト新人公演 11月 〜横浜JUMP!〜（2010年11月28日、横浜BLITZ）[62]

#### エッグ・研修生 発表会（2011年 - 2015年、生タマゴShow!）
- ハロプロ エッグ 2011 発表会〜9月の生タマゴShow!〜（2011年9月11日、横浜BLITZ）[63][64]
- ハロプロ研修生 発表会 2012〜3月の生タマゴShow!〜（2012年3月31日、日本橋三井ホール）[65][66]
- ハロプロ研修生 発表会 2012〜6月の生タマゴShow!〜（2012年6月17日、山野ホール）[67]
- ハロプロ研修生 発表会 2012〜9月の生タマゴShow!〜（2012年9月9日、山野ホール）[68]
- ハロプロ研修生 発表会 2012〜12月の生タマゴShow!〜（2012年12月9日、Shibuya O-EAST）[69][70]
- ハロプロ研修生 発表会 2013〜3月の生タマゴShow!〜（2013年3月31日、横浜BLITZ）[71]
- ハロプロ研修生 発表会 2013 〜6月の生タマゴShow!〜（2013年6月8日・15日、メルパルク TOKYO・御堂会館）[72]
- ハロプロ研修生 発表会 2013 〜9月の生タマゴShow!〜（2013年9月15日・21日、横浜BLITZ・東別院ホール）[注 6][74]
- ハロプロ研修生 発表会 2013 〜12月の生タマゴShow!〜（2013年12月7日・8日・21日、東別院ホール・なんばHatch・ディファ有明）[75]
- ハロプロ研修生 発表会2014〜2月・3月の生タマゴShow!〜（2014年2月23日・3月2日・9日、Zepp Tokyo・Zepp Nagoya・なんばHatch）[76]
- ハロプロ研修生 発表会2014〜6月の生タマゴShow!〜（2014年6月1日・7日・14日、Zepp Nagoya・ディファ有明・Zepp Namba）
- ハロプロ研修生 発表会2014〜9月の生タマゴShow!〜（2014年9月7日・15日・23日、Zepp Nagoya・ディファ有明・Zepp Namba）[注 7]
- ハロプロ研修生 発表会2014〜11・12月の生タマゴShow!〜（2014年11月29日・12月6日・29日、Zepp Nagoya・Zepp Tokyo・森ノ宮ピロティホール）
- ハロプロ研修生 発表会2015〜3月の生タマゴShow!〜（2015年3月8日・14日・22日、Zepp Tokyo・御堂会館・東別院ホール）[注 8][77]
- ハロプロ研修生 発表会2015〜6月の生タマゴShow!〜（2015年6月14日・20日・27日、Zepp Tokyo・Zepp Nagoya・Zepp Namba）[78]
- ハロプロ研修生 発表会2015〜9月の生タマゴShow!〜（2015年9月6日・13日・19日、Zepp Tokyo・Zepp Namba・Zepp Nagoya）[79]
- ハロプロ研修生 発表会2015〜11月・12月の生タマゴShow!〜（2015年11月28日・12月12日・13日、Zepp Nagoya・Zepp Tokyo・Zepp Namba）[80]

#### 研修生発表会（2016年 - 2020年）
- Hello! Project 研修生発表会 2016 2月・3月 〜SINGING!〜（2016年2月13日・28日・3月6日、Zepp Tokyo・Zepp Nagoya・Zepp Namba）[81]
- Hello! Project 研修生発表会 2016 6月 〜EXCITING!〜（2016年6月4日・5日・12日、Zepp Namba・Zepp Nagoya・Zepp Tokyo）[82]
- Hello! Project 研修生発表会 2016 9月 〜SINGING!〜（2016年9月4日・24日・25日、Zepp Tokyo・Zepp Namba・Zepp Nagoya）[83]
- Hello! Project 研修生発表会 2016 12月 〜EXCITING!〜（2016年12月11日・18日・23日、Zepp Namba・Zepp Tokyo・Zepp Nagoya）[84]
- Hello! Project 研修生発表会 2017 3月 〜Marching!〜（2017年3月11日・12日・18日・20日、Zepp Tokyo・Zepp Namba・Zepp Nagoya）[85]
- Hello! Project 研修生発表会 2017 6月 〜June Tripper!〜（2017年6月3日・4日・10日、Zepp Nagoya・Zepp Namba・Zepp Tokyo）[86]
- Hello! Project 研修生発表会 2017 9月 〜Go NEXT!〜（2017年9月3日・9日・10日、Zepp Tokyo・Zepp Namba・Zepp Nagoya）[87]
- Hello! Project 研修生発表会 2017 12月 〜Conti→New!〜（2017年12月2日・3日・10日、Zepp Nagoya・Zepp Namba・Zepp Tokyo）[88]
- Hello! Project 研修生発表会 2018 3月 〜さくら〜（2018年3月11日・17日・18日、Zepp Tokyo・Zepp Namba・Zepp Nagoya）[89]
- Hello! Project 研修生発表会 2018 6月 〜にじ〜（2018年6月2日・3日・9日、Zepp Namba・Zepp Nagoya・Zepp Tokyo）[90]
- Hello! Project 研修生発表会 2018 9月 〜もみじ〜（2018年9月8日・17日、Zepp Nagoya・Zepp Tokyo）[注 9][92]
- Hello! Project 研修生発表会 2018 12月 〜みかん〜（2018年12月2日・9日・16日、Zepp Namba・Zepp Tokyo・Zepp Nagoya）[93]
- Hello! Project 研修生発表会 2019 3月〜SUN〜（2019年3月10日・16日・17日、Zepp Tokyo・Zepp Namba・Zepp Nagoya）[94]
- Hello! Project 研修生発表会 2019 6月 〜緑〜（2019年6月2日・15日・16日、Zepp Tokyo・Zepp Namba・Zepp Nagoya）[95]
- Hello! Project 研修生発表会 2019 9月 〜煌〜（2019年9月8日・16日・23日、Zepp Namba・Zepp Tokyo・Zepp Nagoya）[96]
- Hello! Project 研修生発表会 2019 12月 〜結〜（2019年12月8日・15日・22日、Zepp Namba・Zepp Nagoya・Zepp Tokyo）[97]
- Hello! Project 研修生発表会 2020 3月〜紡〜【開催中止】[注 10][100]
- Hello! Project 研修生発表会 2020 6月（開催予定なし）[注 11][101]
- Hello! Project 研修生発表会2020 9月 〜コスモス〜（2020年9月20日・21日・22日、横浜Bay Hall）[102]
- Hello! Project 研修生発表会 2020 12月 〜光〜（2020年12月19日・20日、横浜ランドマークホール）[103]

#### 研修生発表会（2021年以降）
- Hello! Project 研修生発表会 2021 3月 〜Yell〜（2021年3月7日・13日、Zepp Tokyo・Zepp Namba）[104]
- Hello! Project 研修生発表会 2021 6月 〜Rainbow〜（2021年6月6日、Zepp Tokyo）[注 12][106]
- Hello! Project 研修生発表会 2021 9月 〜STARS〜（2021年9月12日・19日、Zepp Namba・Zepp Tokyo）[107]
- Hello! Project 研修生発表会 2021 12月 〜RING〜（2021年12月11日・12日、Zepp Namba・Zepp Tokyo）[108]
- Hello! Project 研修生発表会 2022 3月 BREATH～息吹～（2022年3月12日・13日、Zepp Namba・Zepp DiverCity）[109]
- Hello! Project 研修生発表会 2022 6月 COLOR～色彩～（2022年6月12日・19日、Zepp DiverCity・Zepp Namba）[110]
- Hello! Project 研修生発表会 2022 9月 TIME～時空～（2022年9月4日・10日、Zepp DiverCity・Zepp Namba）[111]
- Hello! Project 研修生発表会 2022 12月 Snowflake～結晶～（2022年12月4日・11日、Zepp Namba・Zepp DiverCity）[112]
- Hello! Project 研修生発表会 2023 3月『芳春』（2023年3月11日・12日、Zepp DiverCity・Zepp Namba）[113]
- Hello! Project 研修生発表会 2023 6月「涼暮」（2023年6月18日、Zepp Namba）[注 13][114]
- Hello! Project 研修生発表会 2023 9月『照葉』（2023年9月17日・18日、Zepp DiverCity・Zepp Namba）[115]
- Hello! Project 研修生発表会 2023 12月「雪華」（2023年12月3日・10日、Zepp Namba・Zepp DiverCity）[116]
- Hello! Project 研修生発表会 2024 3月「ミモザ」（2024年3月2日・10日、Zepp DiverCity・Zepp Namba）[117] - ゲスト：BEYOOOOONDS
- Hello! Project 研修生発表会 2024 6月 「リリー」（2024年6月9日・16日、Zepp DiverCity・Zepp Namba）[118] - ゲスト：モーニング娘。'24
- Hello! Project 研修生発表会 2024 9月 「ホトトギス」（2024年9月8日、Zepp DiverCity）[注 14][119] - ゲスト：岸本ゆめの・小関舞
- Hello! Project 研修生発表会 2024 12月「カトレア」（2024年12月7日・14日、Zepp DiverCity・Zepp Namba）[120] - ゲスト：アンジュルム
- Hello! Project 研修生発表会 2025 3月「Spring Is Here !」（2025年3月2日・9日、Zepp DiverCity・Zepp Namba）[121] - ゲスト：Juice=Juice
- Hello! Project 研修生発表会 2025 6月「The Heat Is On !」（2025年6月1日・8日・15日、Zepp Namba・Zepp DiverCity・COMTEC PORTBASE）[122]
- Hello! Project 研修生発表会 2025 9月 「It's Harvest Season !」（2025年9月7日・23日、Zepp Namba(OSAKA)・Zepp DiverCity(TOKYO)）[123]

#### ノリメンLIVE
- 2010年ハロプロエッグ ノリメンLIVE 2月（2010年2月28日、山野ホール）[124]
  - 仙石・吉川・古川・西念・森・北原・佐保・竹内・スマイレージ（和田・前田・福田・小川）が出演

#### ハロプロ研修生北海道 定期公演
- ハロプロ研修生北海道 定期公演 Vol.1（2017年2月5日、札幌スクールオブミュージック＆ダンス専門学校 7階イベントホール 『LS-1』）
- ハロプロ研修生北海道 定期公演 Vol.2（2017年5月4日、札幌スクールオブミュージック＆ダンス専門学校 7階イベントホール 『LS-1』）
- ハロプロ研修生北海道 定期公演 Vol.3（2017年7月17日、札幌スクールオブミュージック＆ダンス専門学校 7階イベントホール 『LS-1』）
- ハロプロ研修生北海道 定期公演 Vol.4（2017年9月18日、札幌スクールオブミュージック＆ダンス専門学校 7階イベントホール 『LS-1』）
- ハロプロ研修生北海道 定期公演 Vol.5（2017年11月23日、札幌スクールオブミュージック＆ダンス専門学校 7階イベントホール 『LS-1』）
- ハロプロ研修生北海道 定期公演 Vol.6 〜サマースペシャル!（2018年7月16日、ペニーレーン24）
- ハロプロ研修生北海道 定期公演 Vol.7（2018年11月11日、札幌スクールオブミュージック＆ダンス専門学校 7階イベントホール 『LS-1』）[125]
- ハロプロ研修生北海道 定期公演 Vol.8（2019年5月1日、札幌スクールオブミュージック＆ダンス専門学校 7階イベントホール 『LS-1』）[126]

| メンバー名 | 2017年 | 2017年 | 2017年 | 2017年 | 2017年 | 2018年 | 2018年 | 2019年 |
| メンバー名 | 定1    | 定2    | 定3    | 定4    | 定5    | 定6    | 定7    | 定8    |
| ---------- | ------ | ------ | ------ | ------ | ------ | ------ | ------ | ------ |
| 太田遥香   | ◎      | ◎      | ◎      | ◎      | ◎      | ◎      | ◎      | -      |
| 佐藤光     | ◎      | ◎      | ◎      | ◎      | ◎      | ◎      | ◎      | ◎      |
| 石栗奏美   | ◎      | ◎      | ◎      | ◎      | ◎      | ◎      | ◎      | ◎      |
| 河野みのり | ◎      | ◎      | ◎      | ◎      | ◎      | ◎      | ◎      | -      |
| 北川亮     | ◎      | ◎      | ◎      | ◎      | ◎      | -      | -      | -      |
| 工藤由愛   | ◎      | ◎      | ◎      | ◎      | ◎      | ◎      | ◎      | ◎      |
| 山崎愛生   | ◎      | ◎      | ◎      | ◎      | ◎      | ◎      | ◎      | ◎      |

| 記号 | 説明                       |
| ---- | -------------------------- |
| ◎    | 全公演参加                 |
| △    | 一部公演のみ参加           |
| -    | 全公演不参加、または非所属 |

### チャレンジアクト
ハロー!プロジェクトのグループのツアーに帯同するハロプロ研修生
2012年
- モーニング娘。誕生15周年記念コンサートツアー2012秋〜カラフルキャラクター〜（9月14日 - 16日、10月7日 - 12月2日） - 金子・室田がバックダンサーとして帯同
- スマイレージ ライブツアー2012秋 〜ちょいカワ番長〜（9月23日 - 11月10日） - 宮本・田辺・浜浦・田口・大塚が帯同（宮本・田辺のみの公演あり）[127]。大塚は脚の怪我のため9月29日から不参加、高木が10月27日から代替出演[128]。
  - 同ツアーにてハロプロ研修生初のオリジナル曲「彼女になりたいっ!!!」を初披露した[129]。
- ℃-uteコンサートツアー2012〜2013冬 神聖なるペンタグラム（11月24日 - 12月30日・2013年2月2日） - 高木・小川が帯同（大阪公演のみ植村も参加）[128]

2013年
- Berryz工房コンサートツアー2013春 〜Berryzマンション入居者募集中!〜 - 浜浦彩乃・田口夏実・小川麗奈が帯同[130]
- ℃-uteコンサートツアー2013春〜トレジャーボックス〜（4月20日 - ） - 田辺奈菜美・吉橋くるみ・室田瑞希・加賀楓の4名がチャレンジアクトとして帯同[注 33][131]
- ℃-ute武道館コンサート2013・コンサートツアー2013秋『Queen of J-POP〜たどり着いた女戦士〜』 - 田辺奈菜美・吉橋くるみ・小川麗奈・室田瑞希・佐々木莉佳子の5名がチャレンジアクトとして帯同[132]

2014年
- Berryz工房デビュー10周年記念コンサートツアー2014春〜リアルBerryz工房〜（3月3日 - ） - 田口夏実・小川麗奈・一岡伶奈・岸本ゆめの・井上ひかる・船木結の6名が帯同[注 34][134]
- モーニング娘。'14コンサートツアー春〜エヴォリューション〜 - 吉橋くるみ・野村みな美・和田桜子・稲場愛香・新沼希空・段原瑠々の6名が帯同[注 35][135]
- ℃-uteコンサートツアー2014春〜℃-uteの本音〜 - 浜浦彩乃・室田瑞希・山岸理子・牧野真莉愛・藤井梨央の5名がチャレンジアクトとして帯同[136]
- ℃-uteコンサートツアー2014秋〜モンスター〜 - 浜浦彩乃・小川麗奈・一岡伶奈・加賀楓・岸本ゆめの の5名がチャレンジアクトとして帯同[137]
- Berryz工房デビュー10周年記念コンサートツアー2014秋 〜 プロフェッショナル 〜 - 田口夏実・野村みな美・藤井梨央・段原瑠々・船木結の5名が帯同[138][139]

2015年
- 9→10周年記念℃-uteコンサートツアー2015春〜The Future Departure〜 - 山岸理子・加賀楓・段原瑠々・橋本渚の4名がチャレンジアクトとして帯同[140]
- Juice=Juice ファーストライブツアー2015 〜Special Juice〜（5月2日 - 3日、中野サンプラザ・5月23日、NHK大阪ホール） - 一岡伶奈・岸本ゆめの・新沼希空・船木結・浅倉樹々・堀江葵月がチャレンジアクトとして帯同[141][142]
- モーニング娘。'15 コンサートツアー秋〜PRISM〜（10月3日 - ） - 一岡伶奈、井上ひかる、船木結、小野田紗栞、堀江葵月、高瀬くるみの6名がオープニングアクトとして帯同[143]
- ℃-uteコンサートツアー2015秋〜℃an't STOP!!〜（10月17日 - ） - 加賀楓・段原瑠々・竹村未羽・橋本渚・前田こころ・秋山眞緒の6名がオープニングアクト等として帯同[144]

2016年
- モーニング娘。'16コンサートツアー春〜EMOTION IN MOTION〜（3月26日 - ） - 加賀楓・小野田紗栞・橋本渚・小野瑞歩・金津美月・清野桃々姫の6名がオープニングアクトとして帯同[145][146]
- ℃-uteコンサートツアー2016春 〜℃ONCERTO〜 - 一岡伶奈・井上ひかる・段原瑠々・堀江葵月・前田こころ・秋山眞緒の6名がオープニングアクト等として帯同[147]
- Juice=Juice LIVE MISSION 220 〜Code3 Special→Growing Up!〜（4月16日 - 5月14日） - 加賀楓・小野田紗栞・橋本渚・島野萌々子・小野瑞歩・金津美月の6名がオープニングアクトとして帯同[148]
- ℃-uteコンサートツアー2016秋 〜℃OMPASS〜 - 一岡伶奈・加賀楓・堀江葵月・前田こころの4名がオープニングアクト等として帯同[149]

2017年
- ℃-ute新春コンサートツアー2017 〜℃OMPASS〜 - 一岡伶奈・前田こころ・川村文乃・高瀬くるみの4名がオープニングアクト等として帯同[注 36][150]
- ℃-uteコンサートツアー2017春〜℃elebration〜 -井上ひかる・段原瑠々・前田こころ・山﨑夢羽の4名がオープニングアクト等として帯同

2019年
- モーニング娘。'19コンサートツアー春 〜BEST WISHES!〜（一部公演を除く） - 小野琴己・米村姫良々・橋迫鈴・松永里愛・為永幸音・出頭杏奈の6名がオープニングアクト&チャレンジアクトとして帯同[151]
- モーニング娘。'19コンサートツアー春 〜BEST WISHES!〜（札幌公演） - ハロプロ研修生北海道の佐藤光・石栗奏美・工藤由愛・山﨑愛生の4名がオープニングアクト&チャレンジアクトとして帯同[151]

2021年
- つばきファクトリー コンサート2021 「CAMELLIA〜日本武道館スッペシャル〜」（10月18日、日本武道館） - ハロプロ研修生ユニットの8名がオープニングアクトとして帯同[152]
- アンジュルム コンサート2021 「桃源郷 ～笠原桃奈 卒業スペシャル～」（11月15日、日本武道館） - ハロプロ研修生ユニットの8名がオープニングアクトとして帯同[153]
- Juice=Juice Concert 2021 〜FAMILIA〜 金澤朋子ファイナル（11月24日、横浜アリーナ） - ハロプロ研修生ユニットの8名がオープニングアクトとして帯同[154]
- モーニング娘。'21 コンサート 「Teenage Solution 〜佐藤優樹 卒業スペシャル〜」（12月13日、日本武道館） - ハロプロ研修生ユニットの8名がオープニングアクトとして帯同[155]

2022年
- アンジュルム concert 2022 autumn final ANGEL SMILE（11月30日、日本武道館） - ハロプロ研修生ユニット'22がオープニングアクトとして帯同[156]
- モーニング娘。'22 25th ANNIVERSARY CONCERT TOUR 〜SINGIN' TO THE BEAT〜加賀楓卒業スペシャル（12月10日、日本武道館） - ハロプロ研修生ユニット'22がオープニングアクトとして帯同[157]

2023年
- モーニング娘。'23 コンサートツアー秋「Neverending Shine Show 〜聖域〜」譜久村聖 卒業スペシャル（11月29日、横浜アリーナ） - ハロプロ研修生ユニット'23がオープニングアクトとして帯同[158]

2024年
- モーニング娘。'24 コンサートツアー春 MOTTO MORNING MUSUME。FINAL（5月27日、日本武道館） - ハロプロ研修生ユニット'24がオープニングアクトとして帯同[159]
- つばきファクトリー コンサートツアー 2024 春「C'mon Everybody !」新沼希空卒業スッペシャル ～ Ready Go!Now!～（6月10日、日本武道館） - ハロプロ研修生ユニット'24がオープニングアクトとして帯同[160]
- Juice=Juice Concert Tour 2024 1=LINE 植村あかり卒業スペシャル（6月14日、日本武道館） - ハロプロ研修生ユニット'24がオープニングアクトとして帯同[161]

### イベント
- Cutie Circuit 2007 〜MAGICAL CUTIE 感謝祭〜（2007年8月24日、東京体育館）
  - 吉川・古川・佐保・岡井（明日菜）・小川（紗季）が参加。
- ハロー!プロジェクト プレゼンツ 〜ハロ☆フェス in お台場グルメPARK〜（2010年5月1日 - 3日、お台場グルメパーク）
  - 森・北原・佐保・宮本・木沢・長澤・工藤の7名が出演。
- ハロ☆プロTOWN 1st street（2010年6月12日、イトーヨーカドー葛西店）
  - 仙石・吉川・古川・工藤の4名が出演。
- ハロプロエッグ ファンクラブ限定イベント（2010年6月22日 - 23日・28日 - 30日、パシフィックヘブン）[162]
  - 事前に発表された出演者は以下の通り。
    - 6月22日：仙石・森・前田・竹内・高木
    - 6月23日：吉川・森・佐保・新井・田辺
    - 6月28日：古川・北原・宮本・佐藤・勝田
    - 6月29日：仙石・西念・譜久村・金子・宮本
    - 6月30日：北原・岡井・関根・平野・田辺
- 汐博2010（2010年8月12日[163]・19日[164]・26日、汐留AX）
  - 事前に発表された出演者は以下の通り
    - 8月12日：吉川・森・宮本・田辺・工藤
    - 8月19日：吉川・森・北原・佐保
    - 8月26日：仙石・吉川・森・北原・佐保・譜久村
- 「One Love Life Live」音楽＆お笑いライブ（2011年5月3日 - 5日）
  - 竹内・勝田・高木・田辺・工藤が出演
- ハロプロ エッグ 汐留AXイベント（2011年6月19日、汐留AX）
  - 金子・竹内・宮本・勝田・高木・田辺・長澤・工藤の8名が出演
- ハロプロ エッグ 夏期休暇前スペシャル!〜新人さん!?、いらっしゃ〜い!〜（2011年7月12日 - 19日、パシフィックヘブン）[165]
  - 事前に発表された出演者は以下の通り
    - 7月12日：金子・勝田・高木・工藤
    - 7月13日：竹内・宮本・田辺・長澤
    - 7月14日：金子・竹内・宮本・工藤
    - 7月19日：勝田・高木・田辺・長澤
- 汐博「汐留☆アイドルカーニバル!2011 in SHIODOME-AX」ハロプロ エッグ新メンを迎えて〜夏期休暇中デラAX!〜（2011年8月11日・18日、汐留AX）
- ハロプロ エッグ 文化祭 11月 〜新メン(!?)を迎えて〜（2011年11月12日・20日、パシフィックヘブン）[166]
  - 事前に発表された出演者は以下の通り
    - 11月12日：金子・宮本・浜浦・大塚・茂木
    - 11月20日：高木・田辺・吉橋・田口・小川麗奈
- 汐博2012 汐留☆アイドルカーニバル!2012 ハロプロ研修生 夏季休暇中〜汐留ハンター〜（2012年8月26日、汐留AX）
- LIVE PRO FESTIVAL 2017（2017年9月24日、Zepp Sapporo）
  - ハロプロ研修生北海道が出演
- イセ食品 森のたまご presents わーすた Summer LIVE TOUR 2018〜JUMPING SUMMER〜（2018年7月15日、Sound lab mole）[167]
  - ハロプロ研修生北海道が出演
- TOKYO IDOL FESTIVAL2019（2019年8月4日、お台場・青海周辺エリア）[168]
  - ハロプロ研修生ユニットが出演
- 第5回ナカGフェス（2019年8月29日、新宿ReNY）[169]
  - ハロプロ研修生ユニットがスペシャルアクトとして出演
- LIVEPRO FESTIVAL 2019（2019年9月28日・29日、Zepp Sapporo、Sound lab mole）
  - ハロプロ研修生ユニットが出演
- タワーレコード40周年 Pop’n アイドル04（2019年11月27日、TSUTAYA O-EAST）[170]
  - ハロプロ研修生ユニットがオープニングアクトとして出演
- GIRLS ROCKS【延期】[注 37]
  - ハロプロ研修生ユニットが出演
- TOKYO IDOL FESTIVAL オンライン2020（10月2日、無観客ライブ）[171][172]
  - ハロプロ研修生ユニットが出演
- NATSUZOME2020 LEGEND（2020年10月18日、日比谷野外大音楽堂）[173]
  - ハロプロ研修生ユニットが出演
- NATSUZOME2021（2021年4月3日、稲毛海浜公園野外音楽堂）
  - ハロプロ研修生ユニットが出演
- miniTIF GWスペシャル!!（2021年5月8日、無観客ライブ）[注 38]
  - ハロプロ研修生ユニットが出演
- MAWA LOOP OSAKA 2020/2021【中止】[注 39][174]
  - ハロプロ研修生ユニットが出演予定だった。
- クロフェス2021 – 2回目だしん!みんなでアイドル祭りだ ワワワワワァ〜♪-（2021年5月16日、新木場 USEN STUDIO COAST）
  - ハロプロ研修生ユニットが出演
- 宮本佳林 LIVE 2021春～アマリリス～（2021年6月11日・19日、メルパルクホール大阪・中野サンプラザ）[175][注 40][176]
  - ハロプロ研修生ユニットが出演
- IDOL CONTENT EXPO @ 品川インターシティホール supported byダイキサウンド ～まだ諦めきれない幕張!夏休みだよ品川で大集合SP!!!～（2021年8月1日、品川インターシティホール）
  - 松原・小野田・橋田・平山・村越・植村・石山の7名が出演
- ドラゴン クイーンズ フェスティバル ～竜王アイドル夏祭り2021～【中止】[注 41][177]
  - 松原・小野田・橋田・平山・村越・植村・石山の7名が出演予定だった。
- @ JAM EXPO 2020-2021（8月29日、横浜アリーナ）[178]
  - ハロプロ研修生ユニットが出演
- 宮本佳林 LIVE 2021～ダリア～（2021年9月4日・5日・20日、3都市3公演）[179]
  - ハロプロ研修生ユニット（米村・石栗・窪田・斉藤）が出演
- TOKYO IDOL FESTIVAL2021【中止】[注 42][180][181]
  - ハロプロ研修生ユニットの8名、松原・小野田・橋田・平山・村越・植村・石山の7名が出演予定だった。
- ODYSSEY PRESENTS MIXTURE★POP（2021年10月3日、LANDMARK HALL）
  - 松原・小野田・橋田・平山・村越・植村・石山の7名が出演
- GTFグリーンチャレンジデー2021オンライン（2021年11月6日・7日）
  - 米村・窪田・北原・平山の4名が出演
- 宮本佳林 LIVE 2022春～アメジスト～（2022年5月1日・4日・22日、3都市4公演）[182]
  - 松原・小野田・橋田・村越の4名が出演
- @JAM EXPO 2022（2022年8月28日、横浜アリーナ）[183]
  - ハロプロ研修生ユニット'22が出演
- IDOL CONTENT EXPO supported byダイキサウンド～幕張まではもう直前！今年の秋は品川で大集合SP!!!～DAY2（2022年9月24日、品川ザ・グランドホール）
  - ハロプロ研修生ユニット'22が出演
- Funpalフェスvol.1（2022年10月10日、品川ザ・グランドホール）
  - ハロプロ研修生ユニット'22が出演
- mini TIF vol.78（2022年10月15日、白金高輪SELENEb2）
  - ハロプロ研修生ユニット'22が出演
- GTFグリーンチャレンジデー2022 in 新宿御苑（2022年11月5日・6日、新宿御苑）
  - 松原・小野田・橋田・村越・後藤の5名が出演
- miniTIF vol.81クリスマスSP!!（2022年12月24日、GARDEN新木場FACTORY）
  - ハロプロ研修生ユニット'22が出演
- #超アイドルの日 by コトネの日（2023年1月6日、LINE CUBE SHIBUYA）
  - ハロプロ研修生ユニット'23が出演
- 宮本佳林 LIVE 2023〜ヒトリトイロ〜（2023年2月5日・10日・11日、3都市4公演）[184]
  - 橋田・村越・植村・川嶋の4名が出演
- 静岡アイドルフェスティバル・イン・つま恋（2023年4月16日、つま恋リゾート彩の郷 敷地内多目的広場）
  - ハロプロ研修生ユニット'23が出演
- コトネの日（2023年5月10日、豊洲PIT）
  - ハロプロ研修生ユニット'23が出演
- IDOL CONTENT EXPO アイコン生誕11周年祭～DAY2～（2023年6月27日、Spotify O-EAST）
  - ハロプロ研修生ユニット'23（松原・小野田・橋田・村越・植村）が出演
- 超NATSUZOME2023（2023年7月2日、幕張海浜公園Gブロック）
  - ハロプロ研修生ユニット'23（松原・小野田・橋田・村越・植村）が出演
- SPARK2023 in YAMANAKAKO（2023年7月16日、山中湖交流プラザ きらら）
  - ハロプロ研修生ユニット'23（松原・小野田・橋田・村越・植村）が出演
- TOKYO IDOL FESTIVAL 2023 supported by にしたんクリニック（2023年8月4日・5日、お台場・青海周辺エリア）
  - ハロプロ研修生ユニット'23（小野田・橋田・村越・植村・吉田・上村）が出演
- @ JAM EXPO 2023 supported by UP-T（2023年8月27日、横浜アリーナ）
  - ハロプロ研修生ユニット'23が出演
- 宮本佳林 LIVE 2023秋～Hello! Brand new me～（2023年9月30日 - 12月16日、6都市10公演）[185]
  - 小野田・橋田・村越・植村の4名が出演
- マスカレイド・アイドルVol.3 HALLOWEEN（2023年10月29日、品川インターシティホール）
  - ハロプロ研修生ユニット'23が出演
- GTFグリーンチャレンジデー2023 in 新宿御苑（2023年11月4日・5日、新宿御苑）
  - 松原・小野田・橋田・村越・吉田の5名が出演
- かすみ草とステラ主催公演『むれなでしこ -群撫子- vol.8』（2023年11月18日、飛行船シアター）
  - ハロプロ研修生ユニット'23が出演
- SHIGA IDOL COLLECTION（2023年11月25日、シライシアター野洲）
  - ハロプロ研修生ユニット'23が出演
- miniTIF vol.92「クリスマスSP!!」（2023年12月23日、GARDEN 新木場 FACTORY）
  - ハロプロ研修生ユニット'23が出演
- Hello Music Festival 2024 in TOKYO（2024年2月4日、パルテノン多摩 大ホール）
  - ハロプロ研修生ユニット'24が出演
- YBSよっちゃばれfestival（2024年3月3日、YCC県民文化ホール 大ホール）
  - ハロプロ研修生ユニット'24が出演
- 推し博 produced by ちかっぱ祭（2024年3月9日、Zepp Fukuoka）
  - ハロプロ研修生ユニット'24が出演
- NIG FES 2024（2024年3月28日、TOKYO DOME CITY HALL）
  - ハロプロ研修生ユニット'24が出演
- コトネの日（2024年5月10日、豊洲PIT）
  - ハロプロ研修生ユニット'24が出演
- ガラフェス～鳴らせ!絆ファンファーレ～（2024年5月12日、日比谷野外大音楽堂）
  - ハロプロ研修生ユニット'24が出演
- @JAM 2024 Day2〜SUPER LIVE〜（2024年5月26日、Zepp DiverCity）
  - ハロプロ研修生ユニット'24が出演
- クロフェス2024 5周年だよ!全員集合!だしん!（2024年6月2日、海の森水上競技場）
  - ハロプロ研修生ユニット'24が出演
- 宮本佳林 LIVE 2024〜TWiNKLE〜（2024年12月15日・22日・29日、3都市4公演）
  - 宮越・西村・大坪・吉田の4名が出演
- 佐藤優樹 Live Tour 2025 〜Ember〜（2025年7月26日・27日・8月10日、3都市6公演）
  - 大坪・吉田・杉原・服部の4名が出演

#### ハロプロエッグデリバリーステーション
- ハロプロエッグデリバリーステーション!01（2007年9月22日、サンストリート亀戸）
  - 出演者は青木・吉川・森・北原・小川（紗季）の5名。このうち青木を除く4名は9月23日と24日に池袋サンシャインシティで開催された「モーニング娘。10年記念展」にも出演している。
- ハロプロエッグデリバリーステーション!02（2007年10月20日、サンストリート亀戸）
  - 出演者は岡井（明日菜）・福田・古川・真野・能登の5名
- ハロプロエッグデリバリーステーション!03（2008年3月8日、サンストリート亀戸）[186]
  - 出演者は澤田・福田・古峰・前田（憂佳）・佐保の5名
- ハロプロエッグデリバリーステーション!04（2008年5月25日、サンストリート亀戸）[187]
  - 出演者は田中・仙石・西念・森・和田・小川（紗季）の6名
- ハロプロエッグデリバリーステーション!05（2008年8月30日、サンストリート亀戸）[188]
  - 出演者は能登・澤田・吉川・北原・古峰の5名
- ハロプロエッグデリバリーステーション in 夏Sacas'09 Sacas Water Park「夏Sacas エンディングセレモニー」（2009年7月18日 - 8月31日、赤坂サカス）[189]
  - 出演者は以下の通り
    - 7月24日：仙石・北原・古峰・金子・佐藤
    - 7月31日：古川・森・関根・小川・譜久村
    - 8月3日：吉川・古峰・岡井・小川・宮本
    - 8月14日：吉川・西念・森・新井・竹内
    - 8月21日：古川・北原・関根・前田（彩里）・宮本
    - 8月31日：能登・仙石・福田・佐保・佐藤
- ハロプロエッグデリバリーステーション!06（2010年2月13日、アルカキット錦糸町・アルカステージ）[190]
  - 出演者は佐保・岡井・譜久村・宮本・田辺の5名

### 舞台
- 34丁目の奇跡〜Here's Love〜（2005年12月、橋本・ロビン・小川（紗季）・福田が出演）
- 聖ルドビコ学園演劇『ひめゆりの花を揺らす風』（2006年6月7日 - 13日、諸塚と青木が出演）
- 『ゆめとうつつとまぼろしと』内の一作「百円野菜」（2006年7月31日 - 8月6日、能登と大瀬が出演）
- つんく♂タウンTHEATER旗揚げ公演第一弾 時東ぁみ座長公演『CRY FOR HELP! 〜宇宙ステーション近くの売店にて〜』（2006年8月2日 - 16日、秋山・橋本・諸塚が出演）
- 大人の麦茶・第十杯目公演 コトブキ珈琲（2006年8月31日 - 9月10日、下北沢「劇」小劇場、ロビンが出演）
- X-QUEST公演『剣狼 -KENROH-』（2006年10月5日 - 9日、東京芸術劇場小ホール、武藤・古川・橋田・後藤が出演）
- 聖ルドビコ学園2006年度2学期生徒会公演『王子メフィスト-午前0時の招待状-』（2006年10月13日 - 22日、サンモールスタジオ、青木が出演）
- 劇団ゲキハロ旗揚げ公演『江戸から着信!?〜タイムスリップ to 圏外! 〜』（2006年11月1日 - 12日、シアターグリーン、北原・湯徳・西念・澤田が出演）
- 2009年秋季エッグ研修発表会 〜女優宣言〜（2009年10月6日 - 12日 シアターグリーン）
  - 出演者は以下の通り
    - 10月6日：森・福田・岡井・佐藤・平野
    - 10月7日：仙石・吉川・佐保・関根・新井
    - 10月8日：西念・古峰・和田・竹内・宮本
    - 10月9日：能登・古川・譜久村・小川・前田（彩里）／仙石・吉川・佐保・関根・新井
    - 10月10日：北原・前田・金子→宮本※1・佐野・勝田
    - 10月11日：能登・古川・譜久村・小川・前田（彩里）／森・福田・岡井・佐藤→譜久村※2・平野
    - 10月12日：西念・古峰・和田・竹内・宮本／北原・前田（憂佳）・金子→宮本※1・佐野・勝田

※1 金子が発熱による体調不良により不参加、代役は宮本。
※2 佐藤が発熱による体調不良により不参加、代役は譜久村。
- 2010秋季エッグ研修発表会〜女優宣言〜（2010年10月1日 - 3日、時事通信ホール）
  - 出演者は以下の通り
    - 10月1日：古川・森・佐保・宮本・勝田・高木
    - 10月2日：吉川・岡井・金子・佐野・木沢・工藤／仙石・譜久村・前田・竹内・宮本・平野
    - 10月3日：北原・関根・新井・佐藤・田辺・長澤／仙石・譜久村・前田・竹内・宮本・平野
- 演劇女子部「僕たち可憐な少年合唱団」（2014年3月14日 - 2014年3月23日、池袋シアターグリーン BOX in BOX THEATER）
  - 気球にのってどこまでも編
主演：浜浦彩乃、山岸理子、加賀楓、佐々木莉佳子、出演：田辺奈菜美、室田瑞希、山木梨沙、大浦央菜
  - アニーローリー編
主演：田辺奈菜美、室田瑞希、山木梨沙、大浦央菜、出演：浜浦彩乃、山岸理子、加賀楓、佐々木莉佳子
- 演劇女子部 ミュージカル「LILIUM-リリウム 少女純潔歌劇-」（2014年6月5日 - 2014年6月21日、池袋サンシャイン劇場／森ノ宮ピロティホール） - 田辺奈菜美、加賀楓、佐々木莉佳子
- 演劇女子部 S/mileage's JUKEBOX MUSICAL 「SMILE FANTASY!」（2014年10月4日 - 2014年10月13日、全労済ホール スペース・ゼロ） -　田口夏実、野村みな美、斎藤夏奈
- 演劇女子部 ミュージカル「TRIANGLE-トライアングル-」（2015年6月18日 - 2015年6月28日、池袋サンシャイン劇場） - 高瀬くるみ
- 演劇女子部 「続・11人いる！東の地平・西の永遠」（2016年6月11日 - 2016年6月26日、京都劇場／池袋サンシャイン劇場） - 橋本渚、高瀬くるみ
- 演劇女子部 「ネガポジポジ」（2016年11月3日 - 2016年11月20日、池袋シアターグリーン BIG TREE THEATER） - 一岡伶奈、加賀楓、堀江葵月、高瀬くるみ、前田こころ、金津美月、小野琴己、清野桃々姫、川村文乃、横山玲奈、吉田真理恵、西田汐里
- SAYUMINGLANDOLL〜再生〜（2017年3月19日 - 7月4日、全51公演） - 堀江葵月
- 演劇女子部「ファラオの墓」（2017年6月2日 - 2017年6月11日、池袋サンシャイン劇場） - 一岡伶奈、高瀬くるみ、清野桃々姫、川村文乃
- 演劇女子部「僕たち可憐な少年合唱団」（2017年10月26日 - 2017年11月12日、池袋シアターグリーン BOX in BOX THEATER）
  - ♯（シャープ）組
主演：堀江葵月、野口胡桃、西田汐里、島倉りか、出演：前田こころ、金津美月、小野琴己、山田苺
  - ♭（フラット）組
主演：前田こころ、金津美月、小野琴己、山田苺、出演：堀江葵月、野口胡桃、西田汐里、島倉りか
- SAYUMINGLANDOLL〜宿命〜（2018年3月20日 - 7月8日、全37公演） - 堀江葵月
- 演劇女子部「ファラオの墓〜蛇王・スネフェル〜」（2018年6月1日 - 2018年6月17日、池袋サンシャイン劇場／大阪メルパルクホール） - 堀江葵月、前田こころ、野口胡桃
- 演劇女子部「遙かなる時空の中で6 外伝 〜黄昏ノ仮面〜」（2019年6月6日 - 23日、サンシャイン劇場・メルパルクホール） - 金光留々[191]・橋迫鈴[注 43]・松永里愛[注 43]
- 舞台「大悲」［story B 大悲 37m］（2019年7月19日 - 29日、紀伊國屋サザンシアター TAKASHIMAYA） - 小野田華凜
- 銀岩塩 vol.5 FUSIONICAL STAGE「ABSO-METAL2 ～群盲の逆襲～」（2021年2月10日 - 14日、こくみん共済 coop ホール/スペース・ゼロ） - 小野田華凜
- 演劇女子部「図書館物語～3つのブックマーク～」（2021年11月11日 - 2021年11月21日、池袋シアターグリーン BIG TREE THEATER） - ハロプロ研修生ユニット（米村姫良々・石栗奏美・窪田七海・斉藤円香・北原もも）・松原ユリヤ・小野田華凜・橋田歩果・平山遊季・村越彩菜・石山咲良・吉田姫杷
- STAGE VANGUARD「悪嬢転生」（2022年7月5日 - 2023年6月1日、COTTON CLUB）
  - STAGE VANGUARD「悪嬢転生」初回公演（2022年7月5日 - 8月9日） - 松原ユリヤ・橋田歩果
  - STAGE VANGUARD「悪嬢転生」リニューアル公演（2023年5月24日 - 6月1日） - 橋田歩果・村越彩菜
- STAGE VANGUARD「ザ☆アイドル!」（2024年6月15日 - 6月30日、新宿シアターマーキュリー） - 島川波菜[注 44]・西村乙輝

## メディア

### テレビ
- ハロプロ研修生のただ今研修中!（アイドル専門チャンネルPigoo、2013年4月 - 9月）[192]
- 〜おねだりエンタメ!〜はぴ★ぷれ（BS日テレ、2013年10月5日 - 2014年9月27日）[193]
- ハロドリ。（テレビ東京・BSテレ東他、2020年4月7日 - ）[194]
- おはスタ（テレビ東京、2022年4月5日 - 2023年5月19日） - 後藤花がシン・おはガールとして出演。5月23日に後藤がアンジュルムに昇格したため、同月25日以降はアンジュルムとして出演[注 45][195]

### ラジオ
- Hello! to meet you!（北海道放送、2016年10月2日 - 2020年3月29日）- ハロプロ研修生北海道[196]
- ハロプロ研修生の只今ラジオ勉強中!!（ラジオ日本、2020年1月5日 - 2022年3月27日）[197]
- ハロプロ研修生北海道のHello! リアル☆スクール（HBCラジオ、2020年4月5日 - 2021年12月26日）- ハロプロ研修生北海道[198]
- BEYOOOOONDSのDOYOOOOOB!（2021年12月4日・11日、NACK5）- ハロプロ研修生ユニット
- ハロプロ研修生のキャッチ!（2022年1月26日 - 、FM滋賀） - 毎月第4水曜日
- Hello! SATOYAMA&SATOUMI Club〜Next〜（ラジオ日本、2022年4月3日 - ）
- ハロプロ研修生ユニット’24 ただいま研修中!（2023年7月11日 - 2024年6月25日、TBSPodcast） - ハロプロ研修生ユニット'24が出演。2024年6月16日にロージークロニクルが結成されたため、同年7月2日以降はロージークロニクルとして出演[199]

### 携帯電話コンテンツ
- ポケモームービー 今日は何の日?エッグの日!（2008年 - 2009年3月、日替わり不定期出演）

### CM
- ピザーラ よくばりクォーター「どれから食べよう篇」他（テレビCM、2017年3月10日 - ）- 米村姫良々・山﨑夢羽[200]
- ピザーラ よくばりクォーター「サンサンダンス篇」「お待ちかね篇」（テレビCM、2017年7月15日 - ) - 山﨑夢羽[201]
- ピザーラ よくばりクォーター「チアダンス篇」「スポットライト篇」（テレビCM、2017年11月3日 - ）- 山﨑夢羽[202]
- ピザーラ よくばりクォーター「ピザーラ出川篇」「出発篇」（テレビCM、2018年3月10日 - ）- 山﨑夢羽[203]

### ゲーム
- メメントモリ（アイリーンのキャラクターソング「ShyなDestiny」を担当） - 林仁愛[204]

## 書籍

### 雑誌連載
- アニカンRヤンヤン!!「ヤンヤン!! コラムストリート」（2013年12月(vol.12) - 、エムジーツー）